# الكهف الرملي السفلى
الكهف الرملي السفلى (بالإنجليزية: Sandy Cave Lower)‏ هو كهف يقع ضمن أقاليم ما وراء البحار البريطانية في منطقة جبل طارق التابعة للتاج البريطاني.